# Tylos ochri
Tylos ochri är en kräftdjursart som beskrevs av Roman 1977. Tylos ochri ingår i släktet Tylos och familjen Tylidae. Inga underarter finns listade i Catalogue of Life.